# Rhode Island School of Design Museum

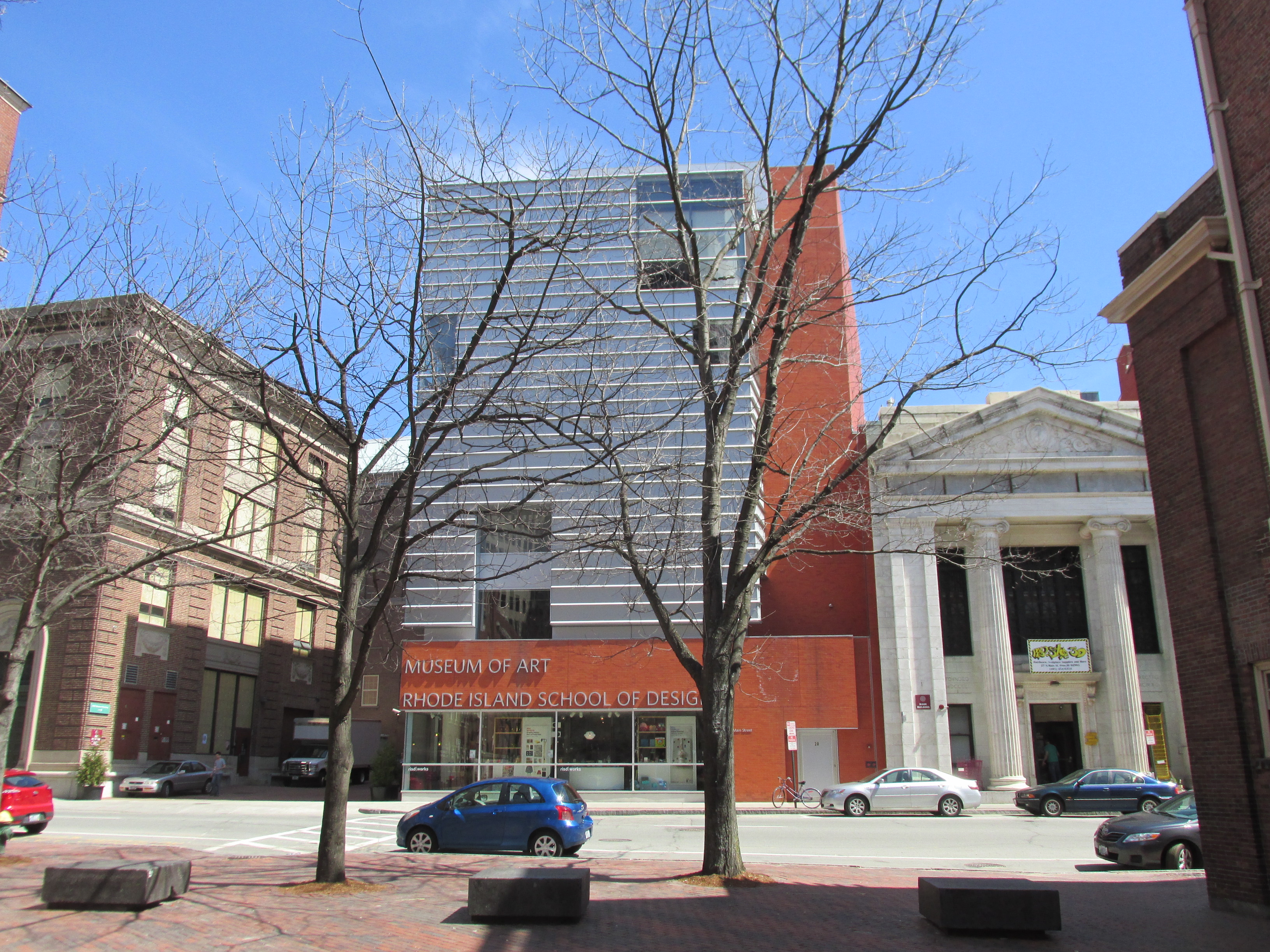
RISD Museum

Das Rhode Island School of Design Museum (RISD Museum) ist eines der wichtigsten Kunstmuseen der Vereinigten Staaten. Es befindet sich an der Ostküste in Providence, der Hauptstadt des Bundesstaats Rhode Island.
Das Museum wurde 1877 als Einrichtung der Rhode Island School of Design (RISD)  gegründet und befindet sich auf dem Campus dieser sehr angesehenen Kunstakademie, die für ihr Masterprogramm zum Master of Fine Arts (M.F.A.) in den USA überregional bekannt ist. Der Campus schließt direkt an den der Brown University an.

## Sammlungen
Das Museum gehört zu den großen Kunstmuseen der USA und hat sieben Abteilungen: Antike Kunst, Asiatische Kunst, Zeitgenössische Kunst, Kostüme und Textilien, Kunstgewerbe, Malerei und Bildhauerei, Grafik/Zeichnung/Fotografie.
Die Sammlungsbestände umfassen die indigene Kunst Nord- und Südamerikas sowie die Kunst Europas, Asiens und Afrikas von der Antike bis zur Gegenwart. Die Sammlung regionaler Kunstwerke, die im 17. Jahrhundert mit Möbeln von Goddard und Townsend aus Newport beginnt und über Paul Revere, Thomas Cole und den Porträtmaler Gilbert Stuart bis zu den amerikanischen Impressionisten reicht, stellt einen Schwerpunkt der Sammlung dar. Zu den internationalen Highlights des Museums zählen Werke von Édouard Manet, Claude Monet, Pablo Picasso, Pierre-Auguste Renoir und Andy Warhol. Insgesamt bestehen die Sammlungen aus mehr als 100.000 Kunstwerke und Designobjekte.

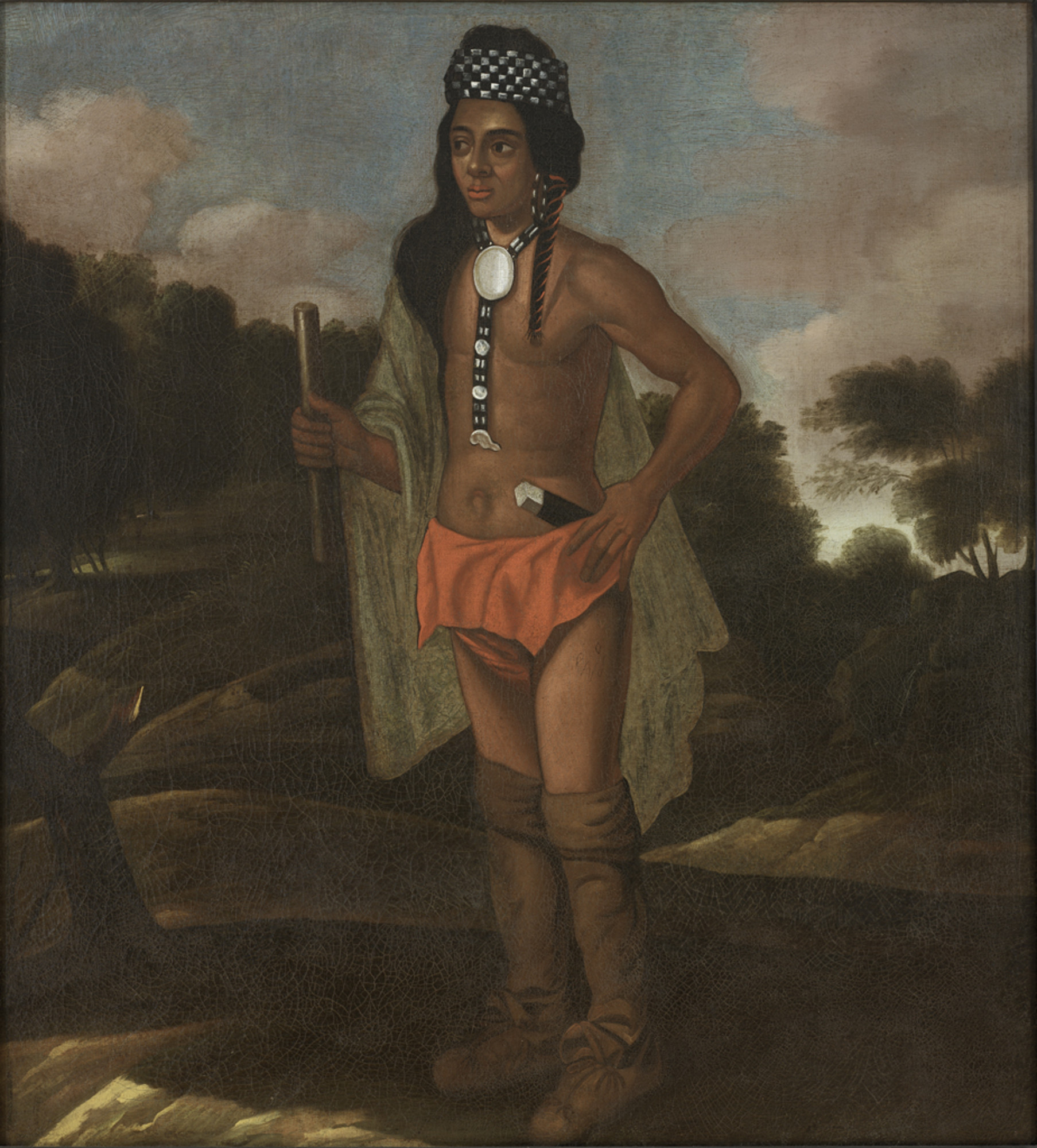
Unbekannt: Häuptling Ninigret (1681)
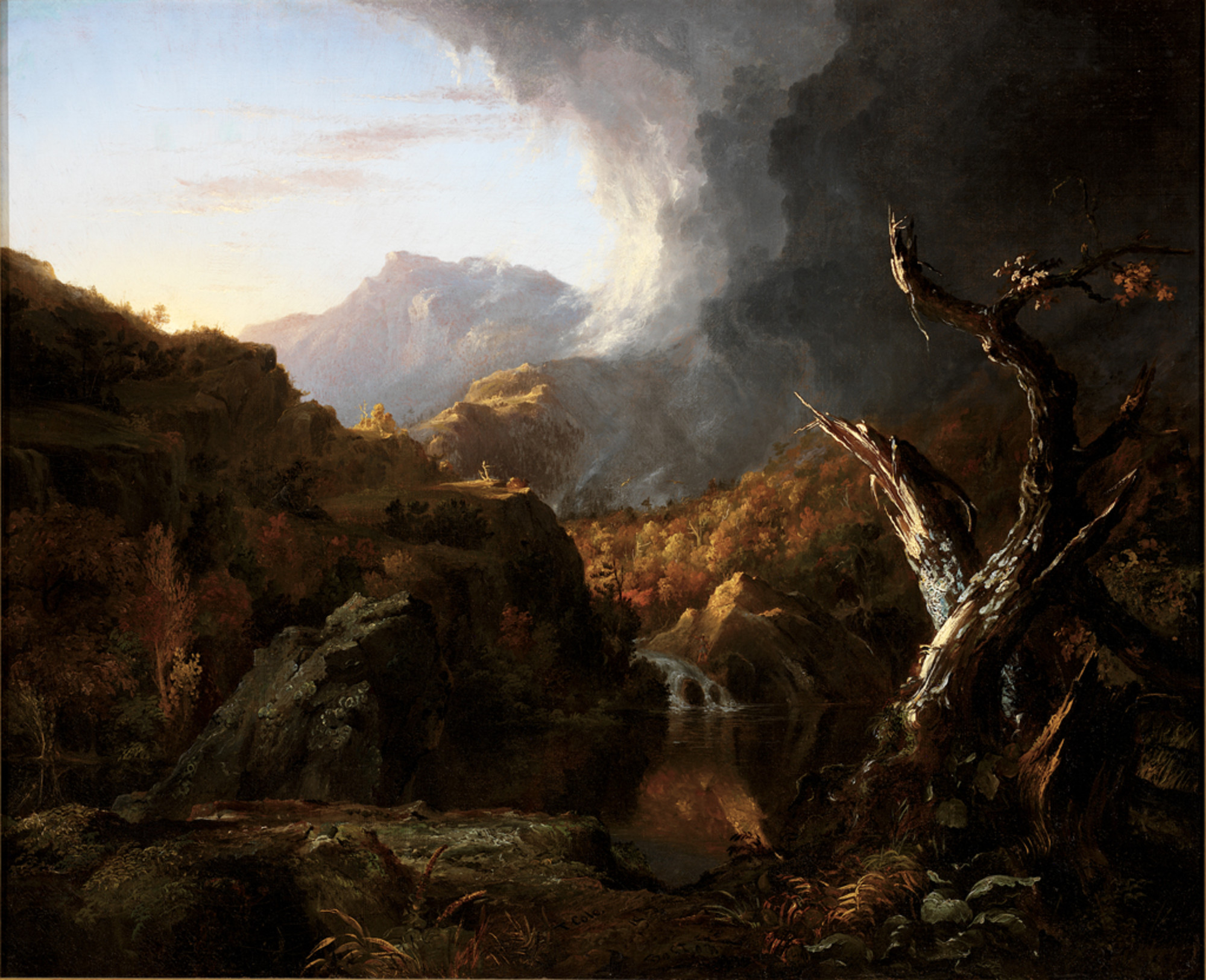
Thomas Cole: Landscape with Dead Tree (1828)
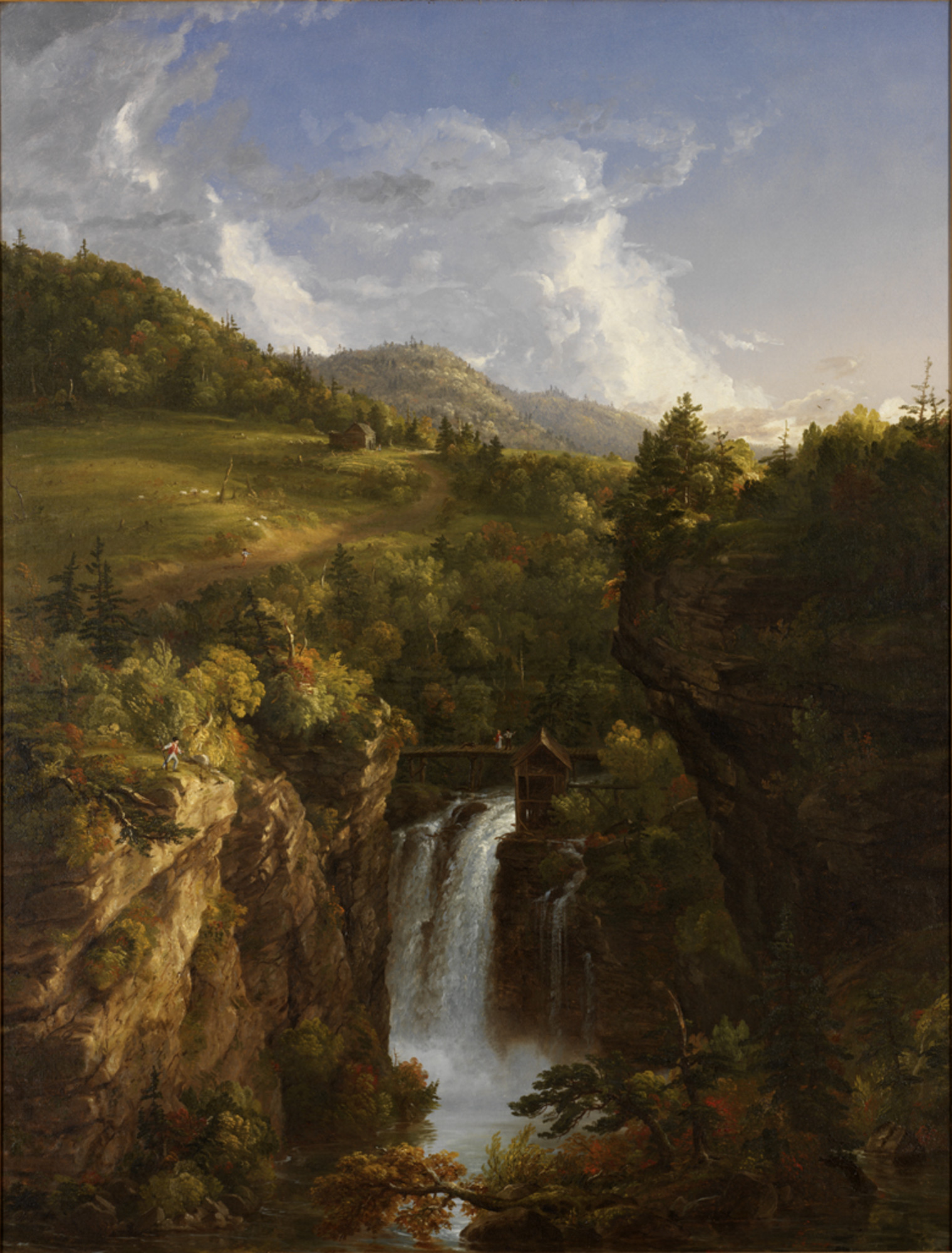
Thomas Cole: Genesee Scenery (1847)
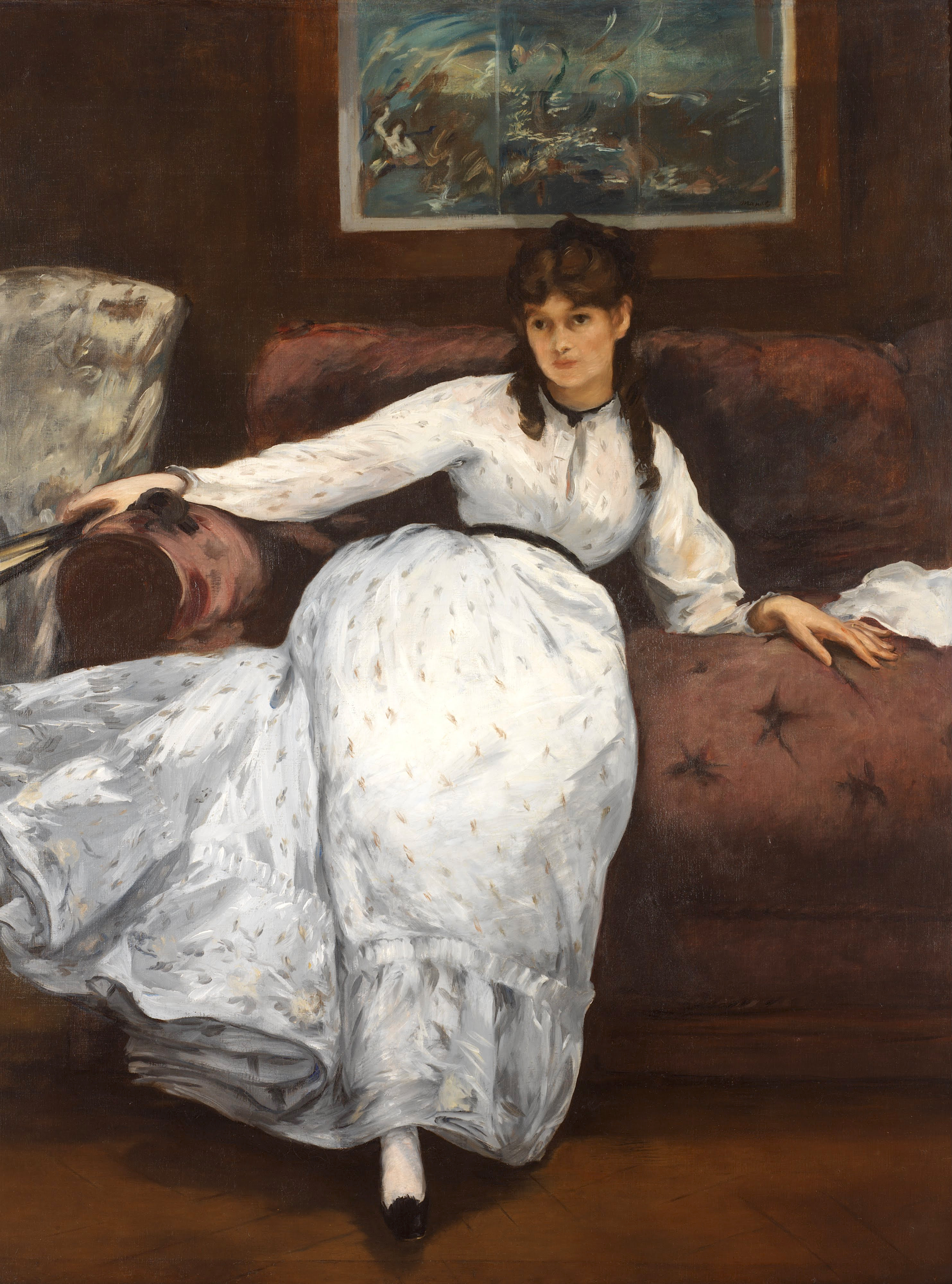
Édouard Manet: Die Ruhepause (1870)
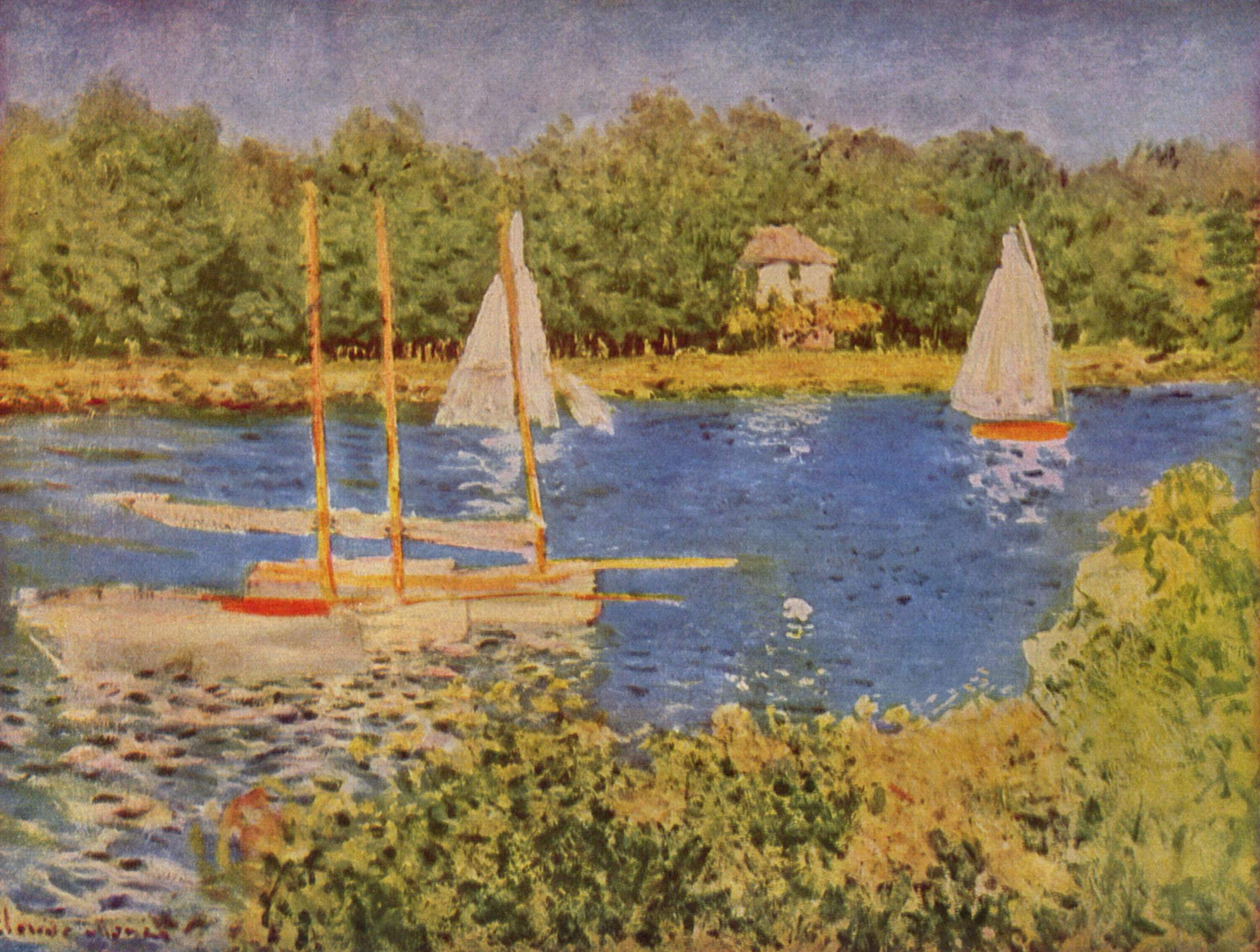
Claude Monet: Seinebecken bei Argenteuil (1874)
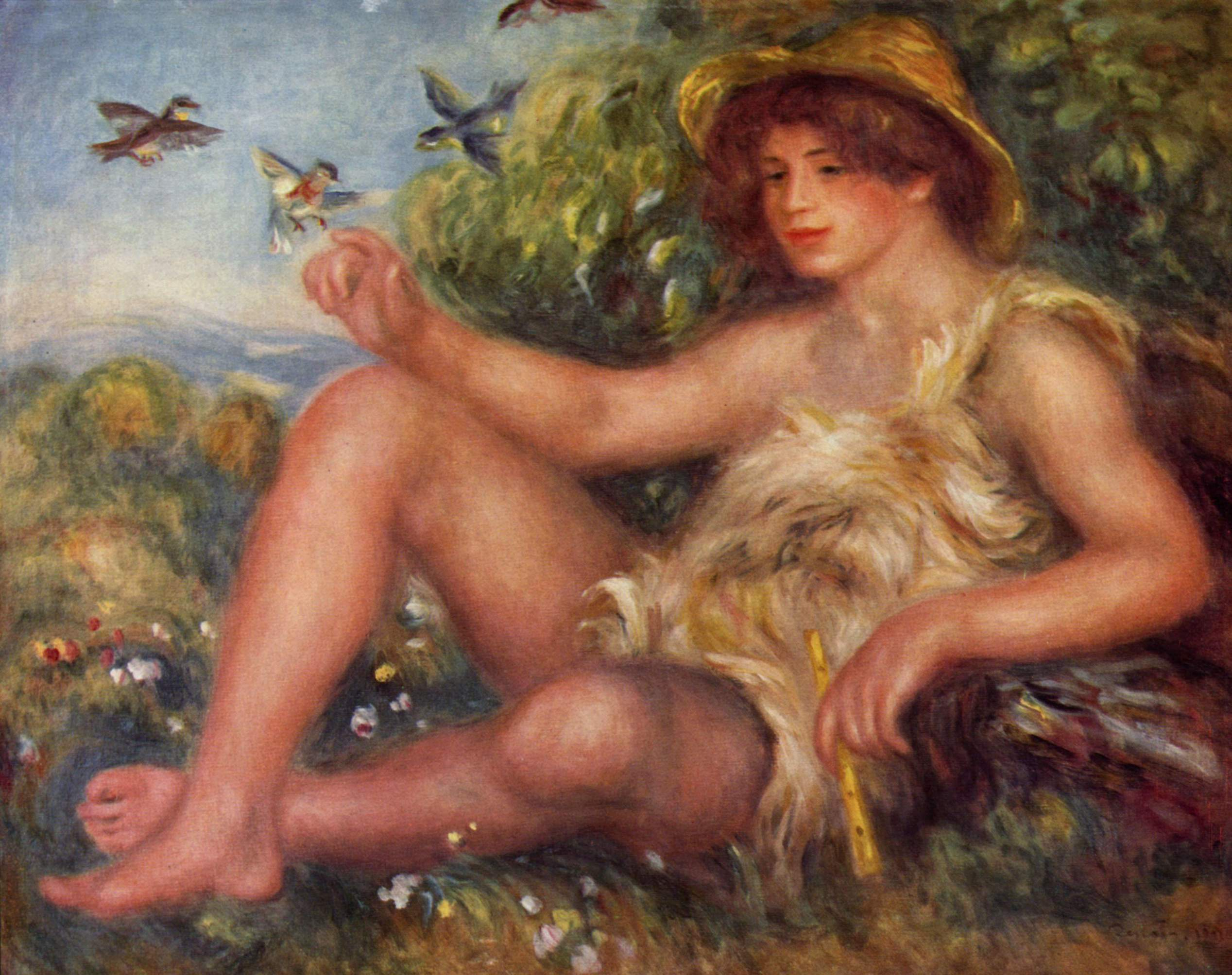
Pierre-Auguste Renoir: Alexandre Thurneysen als Hirtenknabe (1911)